# Badinguet
Badinguet is een satirische bijnaam van de Franse keizer Napoleon III. Zijn echtgenote, keizerin Eugénie, werd overeenkomstig Badinguette genoemd.

## Oorsprong van de bijnaam
In 1840 poogde Lodewijk Napoleon Bonaparte met een groep van 50 samenzweerders te landen in Boulogne-sur-Mer in Noord-Frankrijk, om er het regime van Lodewijk Filips I van Frankrijk omver te werpen. Dit plan mislukte en Lodewijk Napoleon werd met zijn achterban opgesloten in het kasteel van Ham in het departement Somme. Op 25 mei 1846 wist hij er echter te ontsnappen. Volgens sommigen leende hij de kledij en de identiteitsdocumenten van een schilder die Badinguet zou hebben geheten.
De gebroeders Goncourt schoven echter een andere oorsprong van de benaming naar voren. De bijnaam zou komen van een humoristische tekening van Paul Gavarni met als opschrift Eugénie, la femme à Badinguet (Eugénie, de echtgenote van Badinguet), die verscheen in het satirische dagblad Le Charivari. Deze tekening had geen verband met Napoleon III. Aangezien echter de echtgenoot van keizerin Eugénie keizer Napoleon III was, legde men het verband tussen hem en Badinguet, ook al was dit verband niet de intentie van Gavarni.

## Gebruik van de bijnaam
De bijnaam werd later gehanteerd door Guy de Maupassant in Boule de Suif (1880) en door Émile Zola in Son Excellence Eugène Rougon (1876).